# SOG
SOG lub MACV-SOG (Military Assistance Command, Vietnam – Studies and Observations Group, dosłownie Dowództwo Wsparcia Militarnego, Wietnam – Grupa Studyjno-Obserwacyjna) był ściśle tajnym, wielozadaniowym oddziałem sił specjalnych Stanów Zjednoczonych, prowadzącym działania  podczas konfliktu wietnamskiego.
Oddział, sformowany 24 stycznia 1964 roku, prowadził strategiczne działania wywiadowcze na terenie Republiki Wietnamu, Demokratycznej Republiki Wietnamu, Laos i Kambodży; poszukiwał zestrzelonych lotników amerykańskich. Oddział uczestniczył w niemal wszystkich znaczących kampaniach wojny wietnamskiej, takich jak incydent w Zatoce Tonkińskiej, który przyspieszył wejście Stanów Zjednoczonych do wojny, operacjach Steel Tiger, Tiger Hound, Commando Hunt i Lam Sơn 719, a także w działaniach podczas ofensywy Tết, walk w Kambodży i ofensywy wielkanocnej oraz na Szlaku Ho Chi Minha. W jej skład wchodzili specjalnie przeszkoleni żołnierze Zielonych Beretów, US Army Rangers oraz US Navy SEALs.
Oddział został formalnie rozwiązany 1 maja 1972 roku, a jego miejsce zajął Strategic Technical Directorate Assistance Team 158.